# トライブクルクル
『トライブクルクル』（Tribe Cool Crew）は、日本のテレビアニメ作品。2014年9月28日から2015年10月4日までメ〜テレ・テレビ朝日系列（ANN・フルネット局24局のみ）で毎週日曜7:00 - 7:30（JST）に放送されたアニメパートと実写パートとのコンプレックステレビ番組である。略称は「トラクル」。

## 概要
メ〜テレ制作によるテレビアニメとしては通算40作目となる本作品は、サンライズとavexとのコラボレーションによる、ストリートダンスを題材としたダンスアニメとして企画された。通常は2DCGによる作画だがダンスパートは3DCGによるトゥーンレンダリング描写で制作されているほか、サウンドトラックにはavexの各レーベルのダンスミュージックが使用され、作中で使用されるダンスは日本ストリートダンス協会（JSDA）が監修を行うなど、本格的なストリートダンスアニメを指向した作品作りがアピールされている。実写パートのナビゲーターは関根麻里が担当する。
シリーズ構成の冨岡淳広を除き、前番組である『最強銀河 究極ゼロ 〜バトルスピリッツ〜』よりスタッフが大幅に刷新されているほか、かつて同時間帯にて放送されていた『まじめにふまじめ かいけつゾロリ』にも参加していた亜細亜堂が、アニメーション制作協力として名を連ねている。

## あらすじ
飛竜ハネルは、ダンス好きの中学1年生。いつも郷土歴史記念館でダンスの練習をしているが、ある日ハネルは音咲カノンという少女と出会い、彼女と「クールダッシュライジングブリリアントドラゴンクルー」としてチームを組む。その後、ダンスイベントで人気のダンスチーム「トライバルソウル」とダンスバトルを申し込まれるが、敗北してしまう。これを機にチーム名を「COOLCREW」（クールクルー）に変え、打倒・トライバルソウルに燃えるハネルと周囲と踊る才能に目覚めたカノンと共にダンスバトルを繰り広げ、後にトライバルソウルもメンバーに加わり、「TRIBE COOL CREW」（トライブクルクル）に変える。

## 登場人物

### ダンスチーム

#### TRIBE COOL CREW（トライブクルクル）
COOL CREW（クールクルー）とトライバルソウル（TRIBAL SOUL）が組んだチーム。組むことをもちかけたのは雲之介で、命名はユヅル。略称は「トラクル」。

##### COOL CREW（クールクルー）
当初は「クールダッシュライジングブリリアントドラゴンクルー」だったが、チーム名が長すぎる上に命名したハネル自身がよく間違うので略した。
飛竜 ハネル（とびたつ ハネル）
声 - 石上静香 / ダンスパフォーマンス - TAKE
本作品の主人公。中学一年生。13歳。トライブクルクルのセンター。トップダンサーのジェイ・エルに憧れてダンスを始めた。バスケの経験がある。「～だっぜいっ!」が口癖。
クラスでは一番背が低いが、スポーツ経験からジャンプ力は誰にも負けない自信がある。その大きな動きとジャンプには、人の目を引き付ける輝きがある。登校中などよくパルクールをしている。左頬の「J」のマークはジェイ・エルのように踊れるようにと気合を込めている。最終話後半では身長が伸び、カノンの肩にまで達していた。
音咲 カノン（おとさき カノン）
声 - 山岡ゆり / ダンスパフォーマンス - JUNJUN、shihoTabata
本作品のもう一人の主人公。私立名門女子校の星育文化学園に通う中学一年生。13歳。高身長がコンプレックスだが、ハネルからは少し羨ましがられている。ダンス衣装は、23話までは普段着だったが、24話以降はヘソ出しルックになっている。うじうじと考え込むことが多いものの、一度腹を決めると揺るがない度胸を見せる。かつては「リズム」というニックネームで定期的にジェイ・エルのダンスをコピーしたダンス動画をサイトにアップしており、周囲にはそのことを秘密にしていたが、ハネルとならもっと自由に踊れると思い、チームを組んだのを機にリズムとして踊るのをやめた。小さい頃バレエをしており、同じスタジオでヒップホップを踊っているのを見てダンスに興味を持った。最終話後半では髪を下ろしつつボーイッシュな格好になるというイメチェンをしていた。

##### トライバルソウル（TRIBAL SOUL）
基本ジャンルはニュージャックスウィング。ジェイと同じステージで踊ることを目標としている。最初は雲之介とミズキだけだったが、雲之介がユヅルに目をつけ3人になった。
坂上 雲之介（さかがみ くものすけ）
声 - 櫻井トオル / ダンスパフォーマンス - KATSUYA（All Area、Floorriorz）
トライブクルクルのリーダー。チームのメンバーからは「クモ」と呼ばれている。ブレイクダンスが得意で体を鍛えるのが趣味。一時期荒れていた時期があり喧嘩っ早い一面もある。
真城 ミズキ（ましろ ミズキ）
声 - 原優子 / ダンスパフォーマンス - 矢野祐子
ジャズダンスが得意。雲之介とは小学生の頃からの幼馴染み。かなりの甘党で健啖家であり、ダイエットをしている。ユキ曰く、片付けられない女らしい。中学生の頃は太っており眼鏡をかけていた。「おけぃ!」が口癖。また、家の中はかなり散らかっている。
天宝院 ユヅル（てんぽういん ユヅル）
声 - 斉藤壮馬 / ダンスパフォーマンス - SHUHO（TOKYO FOOTWORKZ、House of Ninja）
通称「ユヅさん」。メタボ体型だが機敏でフレッド・アステアからチャールストンまで、ヒップホップもロッキンも何でもこなすダンスマシーン。ダンスのコレオグラファー（振付師）を務め、MCとしても優秀。漆黒のパッションステップを練習していたときに、クモから挑まれたダンスバトルがきっかけでチームに入ることになった。ダンスバトルが近づくと精神修養をする古風な一面がある。
ダンスの熱いムーブと天狗の力をかけ合わせ1分間だけ無敵の「ユヅルスーパー」へと変身することができる。60分間の精神統一を終えダンスを踊った後、「ユヅルスーパーハリケーン」の掛け声を発し回転することで変身する。変身中は体が細くなり動きが身軽になるが、制限時間を過ぎると元に戻る。

#### ブロッサムバレッツ
爆音マシンガンズとTEAM 桜がダンスロードの4次審査で組んだユニット。

##### 爆音マシンガンズ（BA9 ON MACHINEGUNS）
3人の男性チーム。ジャンルはハウス。目にも止まらぬ高速ダンスが特徴。略称は「爆音」。
獅子堂 ユージ（ししどう ユージ）
声 - 安済知佳 / ダンスパフォーマンス - U-TAN、SHUHO
けん玉が得意。女好きで気に入った女性を「女神」と呼んでいる。ハネルからは「けん玉」と呼ばれ、ユージはハネルの事を「カエルボーイ」や「カエル」と呼ぶ。
両親は離婚し父親と暮らしている。母親に引き取られた弟のサトシとは世界一のダンサーになる約束をしている。
ダンスロード最終戦に乱入してきたクラウドハイのダンスロイドとのダンスバトルに勝利するも右足を痛めてしまう。その後ゴールド&シルバーに敗れ、ハネルにけん玉を託す。
野口 ソータ（のぐち ソータ）
声 - 新津奈々 / ダンスパフォーマンス - SHIN、U-TAN
姉が1人、弟が2人、妹が1人おり、母親は夜勤の仕事で忙しい。コロッケが好物で特に「ミートタサキ」のコロッケが大好物。
迫田 リキ（さこた リキ）
声 - 青山耕平 / ダンスパフォーマンス - SHUHO、井出恵里子、SHIN
爆音マシンガンズのリーダーで振り付けも担当している。ハネルの事を「フロッグマン」と呼ぶ。

##### TEAM 桜
双子のダンスチーム。カノンのことをライバル視している。家は大富豪で、父親は世界中でホテルを経営しており、母親と一緒に忙しく世界中を飛び回っている。そのため普段は広いお屋敷に姉妹と執事のパトリック・立花（声 - 各務立基）だけで暮らしている。どんなに遠いところでも会いたい人には会いに行くが、未だジェイ・エルには会えていない。
桜坂 ヒナタ（さくらざか ヒナタ）
声 - 三木美 / ダンスパフォーマンス - YUMIE
双子の姉。「ハッピー」が口癖で、言う度にマナビからは「ハッピーちゃん」と言われている。一人称は「わたくし」で、令嬢らしく丁寧な女性語で話す。
桜坂 マナビ（さくらざか マナビ）
声 - 山村響 / ダンスパフォーマンスス - KANA
双子の妹。左目の下にホクロがある。一人称は「ボク」で、姉とは対照的にボーイッシュな口調で話す。

#### 東に仰ぐ雄大な八ヶ岳 静かに横たわる諏訪湖の畔で俺たちは夜明けのステップを踏む
「諏訪狂SWAG」というダンスを踊り、「ルイルイステップ」を得意としている。チームカラーは「諏訪ブルー（諏訪湖のブルー）」。億万長者になるために有名になり、ジェイを超えるダンサーになりジェイに代わってダンスのアイコンになることが夢。色にこだわりを持っており、世界を「オレたち色」に染めると言い放っている。チーム名が長すぎるためほとんどの人からは覚えられておらず、ハネルやミズキからは「ルイルイモエモエ」や「ルイモエ」と呼ばれている。メンバーの2人や取り巻きは団子屋でバイトをしている。ダンスロードのオーディション3次審査に敗退した後ギャラガーに拾われ、ビックになるために関東制圧に来る。「禁断のダンス」と呼ばれダンス界のタブーとされている「クラウド・ハイ」というダンスを踊り、「ルイモエ・バージョン2」と名乗っている。
「クラウド・ハイ」の危険性を知らず、その力に溺れ、人気が出るにしたがい、不遜な態度をとるようになっていったが、踊り続けることによって肉体のダメージが限界を超え、雲之介＆ミズキとのダンスバトルの最中、倒れてしまう。2人のダンスを見て自分たちが間違っていたことに気が付いて元に戻り、チーム名の最初に「新」が付いた。
ルイ
声- 高橋伸也 / ダンスパフォーマンス - Dee、BE-YAN、KTR
ビッグマウスがモットー。ハネルのギャラクシーウォークに心を掴まされ、ギャラクシーウォークを超えるムーブを手に入れて有名になることを諏訪湖に誓った。
モエ
声 - 井澤詩織 / ダンスパフォーマンス - RIEHATA、ASAHI aka GirlAres
キャラ付けで語尾に「ぴょん」を付けて喋り、ハネルを「ハネぴょん」、カノンを「カノぴょん」と呼んでいる。

#### ゴールド・アンド・シルバー
クラウド・ハイの頂点に立つ最強のカリスマコンビ。ルイ＆モエの二人が倒れ退場した後、ステージに現れる。不遜かつ挑発的な態度で他のダンサーたちを次々と倒していく。
ゴールド
声 - さかき孝輔 / ダンスパフォーマンス - BE-YAN
ダンスは力、パワーこそすべてで魂は要らないと考えている。
シルバー
声 - 藤原翔大 / ダンスパフォーマンス - ASAHI aka GirlAres

### ジェイ・エルの関係者
ジェイ・エル（JEY EL）
声 - 勝杏里 / ダンスパフォーマンス - Shinji Sano、長谷川達也（DAZZLE）、TATSUO、丞威
ハネルが憧れる世界のトップダンサー「キング・オブ・ダンス」。「平和の親善大使」であり、世界中の争いを止めようと活動している。ジェイのマークは「ジェイウィング」と呼ばれている。ジェイのダンスには強い力があり人間離れした存在であるため、不死身だという説や仙人・天狗・宇宙人だという説がある。平和の親善大使として世界各国の首脳とも顔を合わせることが多く、敵も多い。かつての自分のように過酷な環境で生きる子供たちのことを案じており、自身が所有しているブライトアイランドという島に多くの孤児を住まわせている。普段は香を焚いて瞑想している。また日本好きで有名である。
スラム出身で生きるためにギャングの一員になったが、早くからダンスで仲間を楽しませていた。友達とチームを組んでストリートで踊っていたが、スカウトされてスターになっていった。その時チームの友達を切り捨てることを要求され苦しんだが、友達はジェイのことを自分たちの誇りとして送り出してくれた。プロになってからも主役よりもはるかに目立つダンスをしてしまいジェイを嫌うスターも多かったが、応援してくれた友達を支えに自分のダンスを磨いていった。
実は5年前にジェイ本人は不幸な事故に遭いずっと昏睡状態にある。ジェイの不死身さをアピールするため、ジェイのダンスのすべてをプログラムした「ダンスロイド」と呼ばれるロボットが作られ、影武者として稼働している。その後トライブクルクルのダンスにより目覚め、彼らと共にダンスを踊った。
マスターT
声 - 手塚ヒロミチ / ダンスパフォーマンス - 源元（GENGEN）、YUMIE
千の通り名があり自らを「ダンスの天使」「ダンスの妖精」「ダンスの一番星」などと称する男。本名は不明だが、MCバッツからは「タンちゃん」と呼ばれている。コスプレで唐突にダンスをしながら現れアドバイスをしたり、トライブクルクルを陰ながら見守っている。
その正体はダンサーの実力を見出すダンスマスター。トライブクルクルのメンバーに都市伝説として語られる「ダンスロード」のオーディション招待状を与える。ジェイのダンスライブのライブ会場内の巡回やダンスロードの3次審査に参加するダンスチームを宿まで案内する任務を務めている。
子供の頃に祖母の家で見た沢庵がきっかけで漬物が苦手になり一切食べられない。
ヒュー・ウィット
声 - 堂下勝気
ジェイに仕える執事。相手にプレッシャーをかける笑顔は「ウィットスマイル」と呼ばれている。
MCバッツ
声 - 古川裕隆 / ダンスパフォーマンス - KANA
ダンスロードのMC。少し前までジェイと一緒にステージに立っていた。マスターT曰く、「イヤな予感だけは当たる」。
メイベル
声 - 小林未沙
「ジェイ・エル・プロジェクト」の総責任者。ブライトアイランド育ち。ジェイのゴーストダンサーを探すために、莫大な資金を使ってダンスロードを開催する。しかし考え方の異なるギャラガーにダンスロードを乗っ取られ軟禁されてしまう。トライブクルクルのダンスを見て本当に守るべきはジェイが信じたダンスそのものだと気付く。
ギャラガー（Gallagher）
声 - 北村謙次
ジェイのプロジェクト全般の警備部門を統括する責任者であり、ブライトアイランドの警備も管理している。ジェイを尊敬し、崇拝している。メイベルの使いでダンスロード3次審査の視察に訪れた際にルイとモエに目を付け、クラウド・ハイを盛り上げさせようとしている。
その目的はジェイの理想の実現であり、クラウド・ハイだけが世界中の人々を幸せにできる究極のツールだと考えている。ゴーストダンサーを使ってジェイのダンスとイメージを守ろうとしているメイベルのやり方に愛想を尽かし、ダンスロードの出場者とクラウド・ハイのダンスバトルによって決着を付けようとする。ギャラガー自身は適切な体調管理を行えばクラウド・ハイを踊っても問題ないと説明しているが、実際にクラウド・ハイの危険性をどれ程認識しているのかは不明。ジェイが目覚めた後は改心し、自らの悪行を許したジェイの優しさに絆されて涙していた。
ネルソン
声 - 下妻由幸
トライブクルクルとブロッサムバレッツがブライトアイランドに滞在する間、世話係を担当した男性。9歳の時にジェイに助けられ、ブライトアイランドで育った。

### 主要人物の親族

#### 飛竜家
飛竜 テツオ（とびたつ テツオ）
声 - 田原正治
ハネルの父親。「飛竜本舗 手焼きせんべえ」を営んでいる。ハネルとカノンとの関係を恋人だと思っている。
飛竜 マリコ（とびたつ マリコ）
声 - 小林未沙
ハネルの母親。

#### 音咲家
音咲 コウヘイ（おとさき コウヘイ）
声 - 増元拓也
カノンの父親。代議士。カノンが何かを我慢していたことを心配していたが、夢を持ってその夢に向かっていることを知り安心している。
音咲 ユリカ（おとさき ユリカ）
声 - 宮本茉奈
カノンの母親。カノンのダンスに理解を示した逆巻先生とは対照的に、カノンがダンスを踊ることに反対していたが、トライブクルクルや家族に説得されてカノンが出した答えを信じることに決めた。
20数年前は桃梨 スイカ（ももなし スイカ）という人気アイドルだったが、結婚を機に引退し、その引き際の見事さから一部のコアなファンからは「伝説のアイドル」と言われている。しかし元アイドルと政治家の結婚に対する世間の声は厳しく、娘を誰に対しても恥ずかしくないように立派に育てるために必死だった。
音咲 キミカ（おとさき キミカ）
声 - 奈波果林
カノンの姉。妹想いのよき姉で、事あるごとにカノンの背中を押している。5歳の頃からティータイムが趣味で紅茶に詳しい。

#### 坂上家
近所では有名人で知らない人はおらず、その一人一人が人とは思えない伝説を持っている。雲之介の2人の兄は雲之介の30倍は強いという。ミズキとも古くからの知り合いで、彼女曰く「見た目ほど怖くない」との事。
坂上親父
声 - 北村謙次
雲之介の父親。坂上造園の社長。チャラチャラしたものが嫌いで、雲之介がダンスをするのをあまり喜んでいない。樹齢300年のイチョウの大木を1人で素手で引っこ抜いたという伝説がある。また、中学生時代のミズキによくお菓子を与えていた。
坂上長男
声 - 仗桐安
雲之介の兄。高校時代、廃車にする予定の軽トラをバラバラにして燃えないゴミに出したという伝説がある。
坂上次男
声 - 青山耕平
雲之介の兄。中学時代、ビルの8階から飛び降りても傷一つ負わなかったという伝説がある。

#### その他
サトシ
声 - 古城門志帆
ユージの弟。小学二年生。両親が離婚した後は母親に引き取られ、母親と母親が再婚した義父と暮らしている。ケーキが大好きで将来の夢は世界一のケーキ職人。ユージが世界一のダンサーになることを約束している。
父親とユージと一緒に暮らすために家出してユージに会いに来たが、ユージに「世の中お前の思うようにはいかない」と言われてしまう。その後ダンスバトルでユージがハネルに勝ったのを見ると、ユージが世界一のダンサー、サトシが世界一のケーキ職人になる夢を叶えたら家族で一緒に暮らすことをユージと約束し母親の元へ戻った。

### 主要人物の友人
加納 コウジ（かのう コウジ）
声 - 長崎瞳
ハネルの親友。よくハネルと共にポッピンに通っている。炭酸飲料「ロケットサイダー」の懸賞でジェイ・エルのワールドツアーのペアチケットが当たり、ハネルと一緒に観に行った。
ヒロト
声 - 小林未沙
ハネルの友達で幼馴染み。ハネルと小6までミニバスをしており、中学生に入ってもバスケをする約束をしていた。しかしハネルがジェイのダンスのフリコピに夢中でバスケ部に入らなかったため腹を立てていたが、ハネルと再びバスケをやりダンスに理解を示した。
タクミ、トオル
声 - 奈波果林（タクミ）、 宮本栞奈（トオル）
ハネルの友達。
伊藤 アユム（いとう アユム）
声 - 種﨑敦美
カノンの親友。自称文系女子で数学が苦手。リズムの頃からカノンのダンスのファン。体育の授業で思わず踊りだしたカノンを見て文化祭のダンスコンテストに出場させた。
ユキ
声 - 小笠原亜里沙
バーガーショップ「ポッピン」を経営している。ハネルからは「姐さん」と呼ばれている。ミズキとは中学生の頃からの友達同士であり、秘密を一晩語れるほど知っている仲。
イチ、サブ
声 - 下妻由幸（イチ）、長洋平（サブ）
雲之介の子分。
望月 アキラ（もちづき アキラ）
声 - 玉木雅士
中学生の雲之介とミズキにダンスを教えた人物。ダンスのジャンルはブレイク。ジェイ・エルに憧れ、ダンスで熱いソウルを世界中に届けたいという夢を持ったストリートダンサーだった。グリーン・スクウェアのダンスバトルの大会が終わったらクモとミズキの二人とトライバルソウルを組むつもりだったが、怪我で踊れなくなり二人の前から姿を消した。現在はダンスをやめコレオグラファーをしており、ロサンゼルスを拠点に活動していく予定。

### その他の登場人物
涌井（わくい）
声 - 高橋伸也
郷土歴史記念館の職員。ハネルとカノンのダンスを最初に認めてくれた人物で、2人に練習場所を提供している。2人からは「ワクさん」と呼ばれている。
若い頃はディスコで踊っており、バックスライドが得意だった。
MCケーン
声 - 高橋伸也
ダンスバトルのMC。またヒーローショーやパフォーマーコンテストのMCも務めている。
逆巻（さかまき）
声 - 宮本栞奈
星育文化学園のカノンの担任の先生。生活指導主任で規律には厳しいが、生徒の自主性は大切にしており、カノンのダンスにも理解を示した。
大烏 モミジ（おおがらす モミジ）
声 - 吉田有里
ユヅルの婚約者で、16歳になって最初の満月の夜に結婚する約束をした。天狗山を住処とする一族の末裔で、「天狗山の女天狗」と呼ばれているが本当の天狗ではない。ユヅルとはユヅルの父親の別荘が天狗山の近くにあった縁で夏休みに一緒に遊んでいた。語尾に「〜じ」を付けて喋る。この語尾はクモやミズキに真似される事もあった。
大烏家は戦国時代から日本に不浄の風が吹くとき人知れずはらうことが役目であり、クラウド・ハイを調べている。また大烏家伝来の秘術である読唇術を使うことができる。
大烏 ハナ蔵（おおがらす ハナぞう）
声 - 仗桐安
モミジの祖父。一族は代々「大烏ハナ蔵」の名前を受け継ぎ、第127代目に当たる。その名を後世に残すためにモミジに結婚して欲しいと思っている。そのため、なりふり構ってはいられないのか、ハネルにも婿にならないかと誘って断られている。
大道寺 格之進（だいどうじ かくのしん）
声 - 矢野智也
何人もの有名芸能人が在籍している大道寺プロダクションの社長。カノンの噂を聞きつけアイドルにスカウトする。
山田ファイブ
声 - 堀井千砂（5役）
ハネルやヒロトたちと小学校時代の同級生の五兄弟。小学校の時にハネルとヒロトのコンビにバスケで何度も悔しい思いをさせられていた。中学校に入り一から鍛え直し、コンビを解消したヒロトにバスケの試合を持ちかけてくる。千手観音ディフェンスという秘技を使用する。
花見の三賢人
与野公園にいる男たちで、マスターT曰く「皆、己の世界を生み出している」。
ネムネム
声 - 鈴木晴久
花見ラッパー。花見をしながら創作ラップを生み出す男。
直太朗（なおたろう）
声 - 田原正治
花見書道家。花見をしながら書を生み出す男。直太朗が書く「花見の書」は花見客の間で有名。
三郎（さぶろう）
声 - 田原正治、古川裕隆（ヤング三郎）
花見仙人。花見の期間中枯れた桜の木の前から微動だにしない老人。
枯れた木の前から動かない理由は、学生時代に告白した「みっちゃん（声 - 原優子）」という女の子に「枯れた桜の木に花が咲いたら付き合ってもいい」と言われたためで、それ以来花が咲くのをずっと待っている。トライブクルクルのダンス中に花が咲くと木の前から動き、ダンスを踊るミズキをみっちゃんと勘違いした。
お鶴（おつる）
声 - 井上祐子
明治時代から続くティーサロン竹山の店主。世界中にファンを持ち「フレーバーティーの魔術師」と呼ばれている。年に一度しか作らない「ミラクルダイヤモンド」という紅茶は幻とされ、誰に譲るかは彼女次第。
ビリー&ジョニー
声 - 浜添伸也、後藤光祐
「ゆとり世代の革命児」と名乗る強盗コンビ。今までに色々な店で強盗している。
ホタル
声 - 宇山玲加
41話「キラキラクルクル」で登場する不思議な少女。クモと浜辺で出会う。

## 実写パート出演
「トライクルクルDANCEバトル!」「トラクルダンスBOX」パートに出演。
- ナビゲーター - 関根麻里
- honoka（lol）
- moca（lol）
- 佐藤友祐（lol）
- hibiki（lol）
- 小見山直人（lol）

## スタッフ
- 企画・アニメーション制作 - サンライズ（第1話 - 第24話）→BN Pictures（第25話 - ）
- 原作 - 矢立肇
- 監督 - 藤森雅也
- シリーズ構成 - 冨岡淳広
- キャラクターデザイン・総作画監督 - 柳田義明
- プロップデザイン・総作画監督 - 西岡夕樹
- ダンス監修 - JSDA
- ダンススーパーバイザー - 丹野雄貴
- 美術監督 - 西村隆
- 色彩設計 - 平出真弓
- 撮影監督 - 五明真利
- CGディレクター - 小高忠男
- 編集 - 吉武将人
- 音響監督 - 小林克良
- 音楽 - avex proworks（ダンスサイド）、A-bee（ドラマサイド）
- 音楽プロデューサー - 丹野雄貴、黒田学
- 音楽制作 - エイベックス・プランニング&デベロップメント、サンライズ音楽出版
- プロデューサー - 楠千恵子、平山亜希子、峯岸功
- チーフプロデューサー - 服部保彦、若鍋竜太
- アニメーションプロデューサー - 荒川勇人、山口達也（亜細亜堂）
- アニメーション制作協力 - 亜細亜堂、DR MOVIE
- 制作 - メ〜テレ、サンライズ（第1話 - 第24話）→BN Pictures（第25話 - ）、トライブクルクル製作委員会（エイベックス・ピクチャーズ、エイベックス・ミュージック・クリエイティヴ、メ〜テレ、アサツー ディ・ケイ、バンダイ、サンライズ（第1話 - 第24話）→BN Pictures（第25話 - ）、バンダイナムコゲームス（第1話 - 第24話）→バンダイナムコエンターテインメント（第25話 - ））
- トライブクルクル DANCEバトル!
  - プロデューサー - 松岡雄浩
  - 演出 - 陣川友浩
  - 制作協力 - ABEAM

## 主題歌
第2話まで本作品のテーマソングは実写パート終了後にエンディングテーマとして流され、メインスタッフや各話のスタッフなどが一斉に表記された。第3話以降、オープニングテーマとして使用されている。第10話以降、オープニング映像が一部変更された。第42話では挿入歌としても使用された。
最終回では同曲をアニメの劇中で主要キャラクターが踊った。
テーマソング「HEARTBEAT」
作詞 - Shoko Fujibayashi / 作曲 - Jam9, ArmySlick / 編曲 - ArmySlick / 歌 - lol

## 各話リスト
特番などによる放送休止は以下の通り。
- 2014年11月2日…「第46回全日本大学駅伝」中継のため
- 2015年1月4日…『石ちゃん&振分親方のご当地グルメとりわけ旅 新春SP』放送のため[注 4]
- 2015年2月1日…ISILによる日本人拘束事件に関するANN報道特別番組放送のため（一部地域を除く）[注 5]
- 2015年7月12日…「第70回全米女子オープンゴルフ」中継のため

| 話数 | サブタイトル                               | 脚本     | 絵コンテ                     | 演出           | 作画監督              | 放送日                        |
| ---- | ------------------------------------------ | -------- | ---------------------------- | -------------- | --------------------- | ----------------------------- |
| #01  | 運命のムーブ! 二人の出会い                 | 冨岡淳広 | 藤森雅也                     | 根岸宏樹       | 西岡夕樹              | 2014年 9月28日                |
| #02  | トライバルソウル オン ステージ!!           | 冨岡淳広 | 村野佑太                     | 村野佑太       | 遠藤江美子 あおのゆか | 10月5日                       |
| #03  | 挑戦!ダンスバトル!!                        | 冨岡淳広 | 藤森雅也                     | 小澤慎一朗     | 市来剛                | 10月12日                      |
| #04  | 特訓!右にゃんこ!?                          | 浅川美也 | 吉田光春                     | 緒方隆秀       | 加藤愛                | 10月19日                      |
| #05  | ムーブMAX!二人の魅力!?                     | 山口伸明 | 高橋順                       | 誉田晶子       | 菊池晃                | 10月26日                      |
| #06  | 逆襲!ダンスバトル!!                        | 三浦浩児 | 藤森雅也                     | 村野佑太       | 尾崎正幸 平岡雅樹     | 11月9日                       |
| #07  | トラクル始動!ハネルVSクモ!?                | 冨岡淳広 | 佐々木和宏                   | 根岸宏樹       | 遠藤江美子            | 11月16日                      |
| #08  | いざダンスロードへ!センターは誰!?          | 山口伸明 | 村野佑太                     | 村野佑太       | あおのゆか            | 11月23日                      |
| #09  | 魅せてステップ!カノンの学園祭              | 浅川美也 | 誉田晶子                     | 誉田晶子       | 小島彰                | 11月30日                      |
| #10  | 怪奇天狗伝説 ユヅルが消えた!               | 三浦浩児 | 緒方隆秀                     | 緒方隆秀       | 加藤愛                | 12月7日                       |
| #11  | 行くぜ!ダンスロード!!                      | 冨岡淳広 | 西野理恵                     | 小澤慎一朗     | 中本和樹 市来剛       | 12月14日                      |
| #12  | 光速!爆音マシンガンズ!!                    | 冨岡淳広 | 山本恵                       | 山本恵         | 尾崎正幸 平岡雅樹     | 12月21日                      |
| #13  | 届け!クリスマスダンス!                     | 石山優子 | 佐々木和宏                   | 根岸宏樹       | 遠藤江美子            | 12月28日                      |
| #14  | 特訓!ハンドスプリング                      | 三浦浩児 | 田所修                       | 西村博昭       | 清山滋崇 清水勝祐     | 2015年 1月11日                |
| #15  | 誕生!?トライバルソウル                     | 山口伸明 | 誉田晶子                     | 誉田晶子       | 菊池晃                | 1月18日                       |
| #16  | ジェイ・エル来日!                          | 冨岡淳広 | 村野佑太                     | 村野佑太       | あおのゆか            | 1月25日                       |
| #17  | 戦えトラクル!衝撃のダンスロード!!          | 冨岡淳広 | 緒方隆秀                     | 緒方隆秀       | 加藤愛                | 2月1日（一部地域のみ） 2月8日 |
| #18  | 二人がケンカ!?始まりはイカ!                | 浅川美也 | 山本恵                       | 山本恵         | 平岡雅樹 尾崎正幸     | 2月15日                       |
| #19  | 出来た?ギャラクシーウォーク                | 山口伸明 | 加瀬充子                     | 根岸宏樹       | 遠藤江美子            | 2月22日                       |
| #20  | カノンの一番長い日                         | 三浦浩児 | 西村博昭                     | 西村博昭       | 清山滋崇 上野卓志     | 3月1日                        |
| #21  | 激突!ハネルとヒロト                        | 浅川美也 | 村野佑太                     | 村野佑太       | あおのゆか            | 3月8日                        |
| #22  | 怪奇!?漬け物館                             | 石山優子 | まついひとゆき               | 安藤尚也       | Lee Hyeon jeong       | 3月15日                       |
| #23  | ルイ&モエ                                  | 山口伸明 | 緒方隆秀                     | 緒方隆秀       | 加藤愛                | 3月22日                       |
| #24  | 霧のダンスロードタワー                     | 冨岡淳広 | 山本恵                       | 山本恵         | 平岡雅樹 尾崎正幸     | 3月29日                       |
| #25  | 踊るマスターT！                            | 冨岡淳広 | 加瀬充子                     | 根岸宏樹       | 遠藤江美子            | 4月5日                        |
| #26  | ムーブ満開！花よりダンスだぜ！             | 小山真   | 西村博昭                     | 西村博昭       | 清山滋崇 上野卓志     | 4月12日                       |
| #27  | ケンダマの誓い！                           | 三浦浩児 | まついひとゆき               | まついひとゆき | Park Gideok           | 4月19日                       |
| #28  | 鬼姫とトライブツルツル                     | 浅川美也 | 村野佑太                     | 村野佑太       | あおのゆか            | 4月26日                       |
| #29  | くるりと変身！ユヅル真の姿？               | 小山真   | 緒方隆秀                     | 緒方隆秀       | 加藤愛 竹永拡功       | 5月3日                        |
| #30  | ルイモエ再び！                             | 冨岡淳広 | 山本恵                       | 山本恵         | 平岡雅樹 尾崎正幸     | 5月10日                       |
| #31  | アユムのラブラブ大作戦                     | 山口伸明 | 西野理恵                     | 根岸宏樹       | 遠藤江美子            | 5月17日                       |
| #32  | モミジ・リターンズ！炎の指ぱっちん         | 三浦浩児 | 西村博昭                     | 西村博昭       | 清山滋崇 上野卓志     | 5月24日                       |
| #33  | カノンに何が起こったか？                   | 冨岡淳広 | 東海林真一 藤森雅也 村野佑太 | まついひとゆき | Park Gideok           | 5月31日                       |
| #34  | トライバルソウル対クールクルー             | 冨岡淳広 | 村野佑太                     | 村野佑太       | あおのゆか            | 6月7日                        |
| #35  | 運命の選択！双子かコロッケ!?               | 石山優子 | 緒方隆秀                     | 緒方隆秀       | 加藤愛 竹永拡功       | 6月14日                       |
| #36  | 揺れるトラクル!? 禁断のムーブメント        | 三浦浩児 | 山本恵                       | 山本恵         | 平岡雅樹 尾崎正幸     | 6月21日                       |
| #37  | 恐怖のクモ屋敷！                           | 浅川美也 | 西野理恵                     | 根岸宏樹       | 遠藤恵美子            | 6月28日                       |
| #38  | 求められる変化！ダンスロードを乗り越えろ！ | 小山真   | 西村博昭                     | 西村博昭       | 清山滋崇 上野卓志     | 7月5日                        |
| #39  | ハネル対クラウド・ハイ                     | 冨岡淳広 | まついひとゆき               | まついひとゆき | Park Gideok           | 7月19日                       |
| #40  | ハネルとジェイ                             | 冨岡淳広 | 村野佑太                     | 村野佑太       | あおのゆか 遊馬佳織   | 7月26日                       |
| #41  | キラキラクルクル                           | 山口伸明 | 緒方隆秀                     | 緒方隆秀       | 加藤愛 竹永拡功       | 8月2日                        |
| #42  | ハッピー！お買い物大作戦!?                 | 三浦浩児 | 山本恵                       | 山本恵         | 平岡雅樹 尾崎正幸     | 8月9日                        |
| #43  | みんな終わった？自由研究                   | 浅川美也 | 西野理恵                     | 根岸宏樹       | 遠藤江美子            | 8月16日                       |
| #44  | ハネルと父ちゃん 波乱の夏祭り              | 小山真   | 西村博昭                     | 西村博昭       | 清山滋崇 清水勝祐     | 8月23日                       |
| #45  | ついに来た！ジェイの島                     | 冨岡淳広 | まついひとゆき               | まついひとゆき | Park Gideok           | 8月30日                       |
| #46  | 決戦！クラウド・ハイ                       | 三浦浩児 | 村野佑太                     | 吉田光春       | 玉利和枝 遊馬佳織     | 9月6日                        |
| #47  | 決起！ブロッサムバレッツ                   | 山口伸明 | 緒方隆秀                     | 緒方隆秀       | 加藤愛 竹永拡功       | 9月13日                       |
| #48  | 魂のムーブ！                               | 小山真   | 山本恵                       | 山本恵         | 平岡雅樹 尾崎正幸     | 9月20日                       |
| #49  | ジェイ対トライブクルクル                   | 冨岡淳広 | 加瀬充子                     | 根岸宏樹       | 永田亜美              | 9月27日                       |
| #50  | 世界が変わる！ダンスで変わる！             | 冨岡淳広 | 藤森雅也                     | まついひとゆき | 西岡夕樹 菊池晃       | 10月4日                       |

## 放送局
| 放送地域 | 放送局                               | 放送期間                       | 放送日時         | 放送系列       | 備考 |
| -------- | ------------------------------------ | ------------------------------ | ---------------- | -------------- | ---- |
| 日本国内 | メ〜テレ制作・テレビ朝日系24局ネット | 2014年9月28日 - 2015年10月4日  | 日曜 7:00 - 7:30 | テレビ朝日系列 |      |
| 日本国内 | バンダイチャンネル                   | 2014年10月29日 - 2015年11月4日 | 水曜 12:00 更新  | ネット配信     |      |

## ゲーム
トライブクルクル THE G@ME
ニンテンドー3DS用ソフトとして、バンダイナムコエンターテインメントより2015年5月28日に発売された。